# Batrachotetrix tectinota
Batrachotetrix tectinota is een rechtvleugelig insect uit de familie Pamphagidae. De wetenschappelijke naam van deze soort werd voor het eerst geldig gepubliceerd in 1931 door Boris Petrovich Uvarov.